# ノートルダム大聖堂 (トゥルネー)
トゥルネーのノートルダム大聖堂は、ベルギーにあるユネスコ世界遺産のひとつ（ID1009）。全長134メートル、翼廊の幅66メートルで、高さ83メートルを筆頭とする5つの塔がそびえるこの大聖堂は、西洋建築の美しさを見せ付けてくれるベルギーの代表的な建築物のひとつである。

## 歴史
この大聖堂の建築を後押しした時代背景としては、当時のノートルダム信仰の進展やトゥルネー市の繁栄などを挙げることが出来る。同時に、トゥルネー司教区をノワイヨン司教区から分離独立させる動きを促進させようとする動機があった可能性も指摘されている。
この大聖堂は1171年5月9日に献堂され、その大部分が現存している。ただ、内陣だけはゴシック様式のものに建て替えるために13世紀に破壊された。この後期ゴシック様式で建造された内陣はアミアン大聖堂やソワソン大聖堂から直接的に触発されたものであり、ロマネスク様式の身廊および翼廊の長さとほぼ同じ長さを持つ（下掲の平面図参照）。

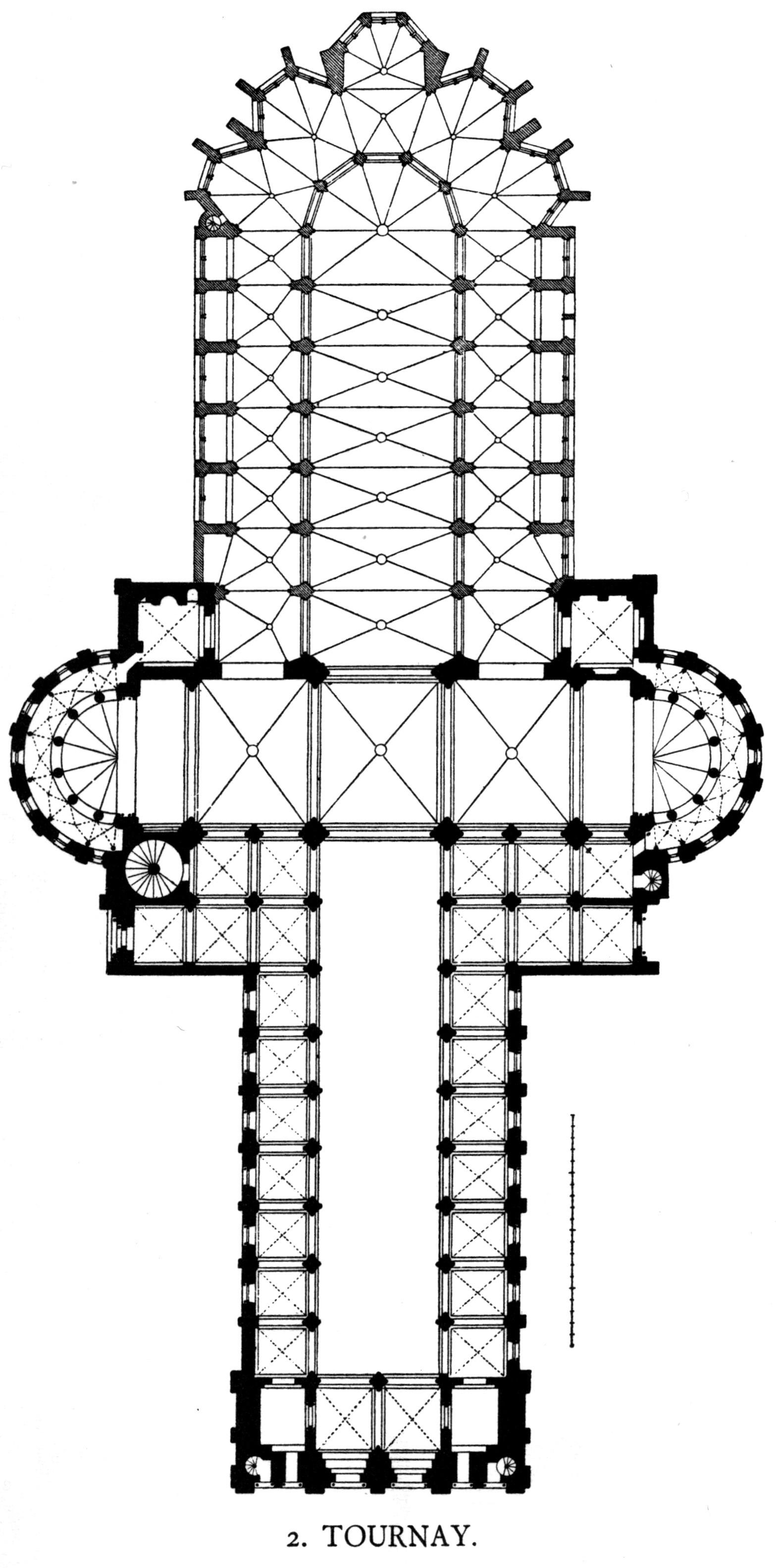
大聖堂の平面図

1999年10月に襲来した竜巻により、屋根に穴が開いたり、建物自体が歪んでしまったため2000年から修復を開始、完成は2030年の予定である。

## 特色

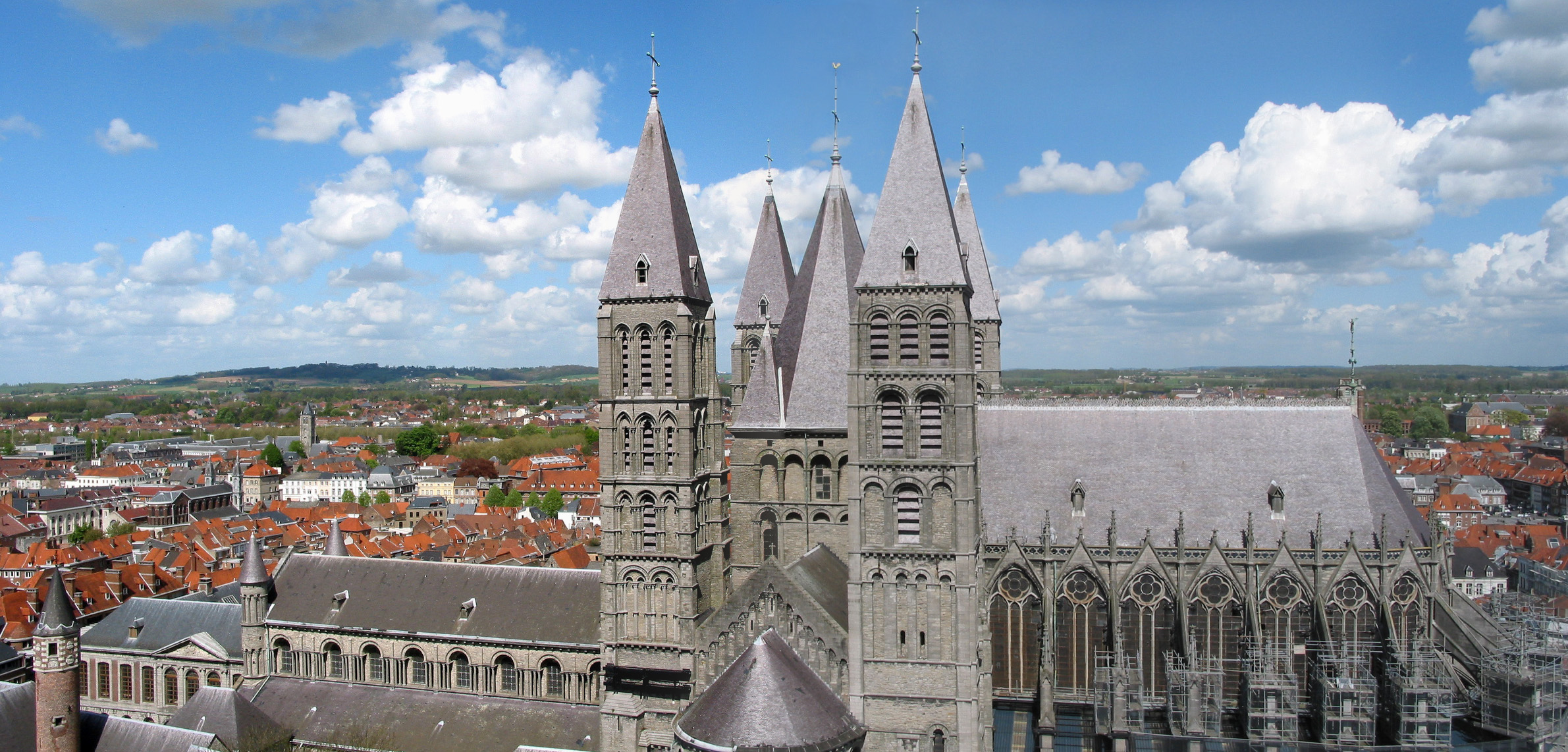
上空から見た大聖堂

### 身廊
ファサードに二つの塔が伸び、側廊等も備えているロマネスク様式の身廊は、この大聖堂のなかで最も古い部分である。最初の建造は12世紀のことであった。アングロ＝ノルマン式の教会の例に倣って、この身廊は後陣と4階建てによって特徴付けられている。1階部分、一般席、光の当たらないトリフォリウム（拱廊）、光の当たる最上階の4階から成っている。穹窿（丸天井）は側廊のものだけが当時の姿を伝えている。一般席の穹窿は17世紀のものであり、身廊のものは18世紀に平らな大天井に替えられた。時代の違いはあれど、その調和的な配列の美や大きさは、見る者に強い印象を与える。その彫刻はベルギーの教会装飾の中でも特筆すべきものであり、マンティル門やカピトル門は同じく美術愛好家の関心を惹くものである。

### 翼廊
翼廊は身廊との調和を欠いている。とはいえ、実際には身廊と同じ時期に建造が始まった部分であり、12世紀後半により高くするために改修が行われた。この改修ではフランスの影響が見られる円形の後陣によって翼廊の袖廊を終わらせる形が採られた。大聖堂全体の中で、この部分だけでもひとつの教会のようになっている。

## 登録基準
この世界遺産は世界遺産登録基準のうち、以下の条件を満たし、登録された（以下の基準は世界遺産センター公表の登録基準からの翻訳、引用である）。
- (2) ある期間を通じてまたはある文化圏において、建築、技術、記念碑的芸術、都市計画、景観デザインの発展に関し、人類の価値の重要な交流を示すもの。
- (4) 人類の歴史上重要な時代を例証する建築様式、建築物群、技術の集積または景観の優れた例。